# Holyrood (Newfoundland en Labrador)
Holyrood is een gemeente (town) in de Canadese provincie Newfoundland en Labrador, aan de oostkust van het eiland Newfoundland. 

## Geografie
Holyrood ligt op het schiereiland Avalon aan de zuidoever van de Conception Bay, op ruim 35 km ten zuidwesten van het stadscentrum van St. John's. Het grenst in het noordoosten aan de gemeente Conception Bay South, in het oosten aan het Provinciaal Park Butter Pot, in het zuiden aan gemeentevrij gebied en in het westen aan de gemeente Harbour Main-Chapel's Cove-Lakeview.
De bebouwing van Holyrood situeert zich in het noorden van de gemeente, vlak bij de zee. Het dorpscentrum is bereikbaar via de provinciale routes NL-60, NL-62 en NL-90. Het zuiden van het uitgestrekte gemeentelijke grondgebied is vrijwel volledig onbewoond en wordt doorkruist door de Trans-Canada Highway (NL-1). Dit gebied bestaat vooral uit wouden en telt vele tientallen meren, waaronder de Blue Pond.

## Demografie
Statistics Canada beschouwt Holyrood sinds 2021 als een onderdeel van de Metropoolregio St. John's. Dat is vrijwel het enige gebied in de provincie waar er zich de voorbije jaren geen demografische daling voordeed. Na decennia van groei was de bevolkingsomvang tussen 1986 en 2011 dan ook vrij stabiel, al vond er sinds 2011 wel een sterke bevolkingsgroei plaats.
| Demografische ontwikkeling van Holyrood tussen 1951 en 2021                |
| -------------------------------------------------------------------------- |
|                                                                            |
| Bron: Statistics Canada (1951–1986, 1991–1996, 2001–2006, 2011–2016, 2021) |

### Taal
In 2021 hadden vrijwel alle inwoners van Holyrood het Engels als moedertaal en waren alle anderen die taal machtig. Hoewel niemand het Frans als moedertaal had, waren er 45 mensen die die andere Canadese landstaal konden spreken (1,8%). Vrijwel niemand was in 2021 een andere taal dan het Engels of Frans machtig.

## Galerij

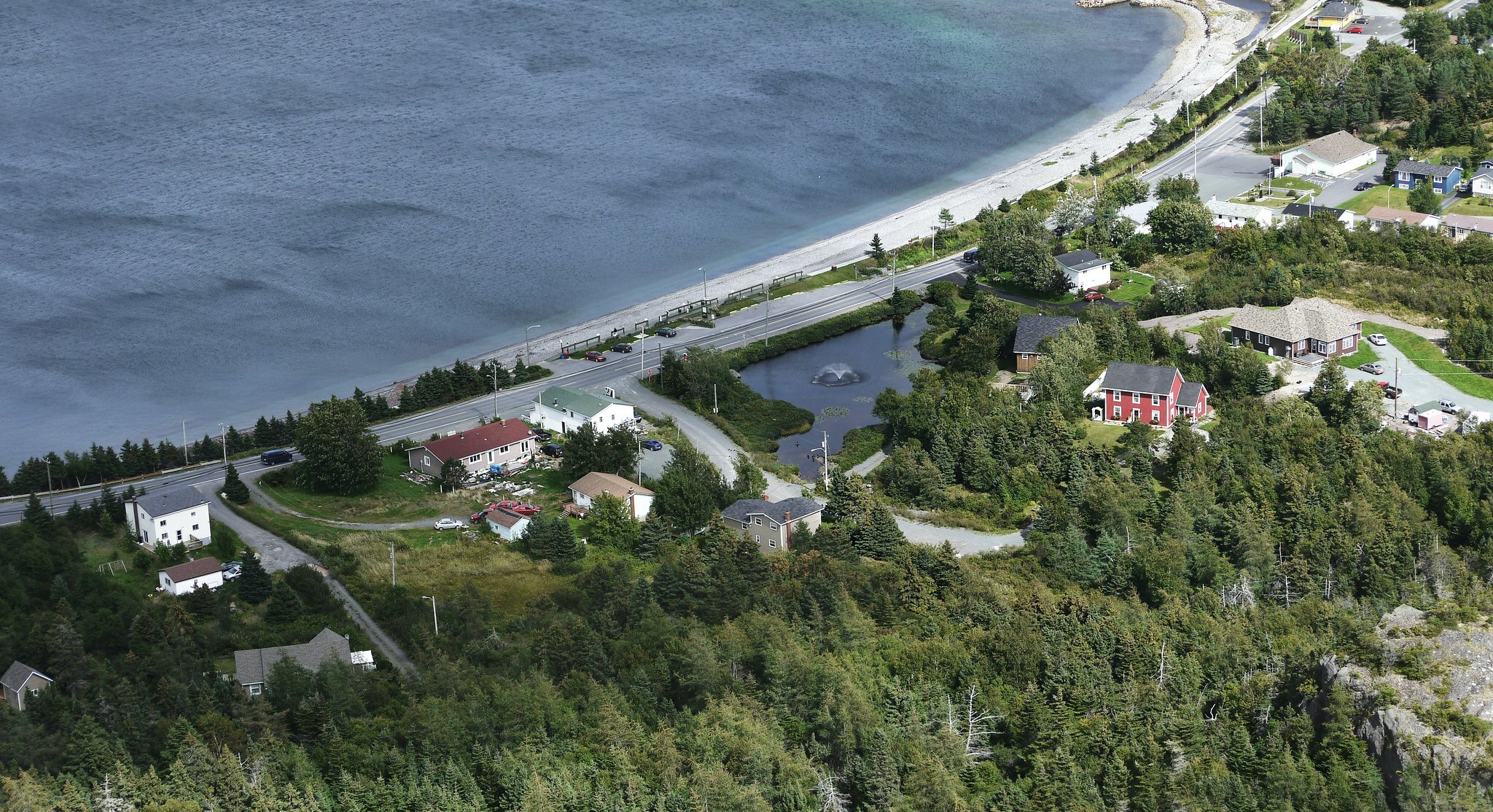
Luchtbeeld van Holyrood (2013)
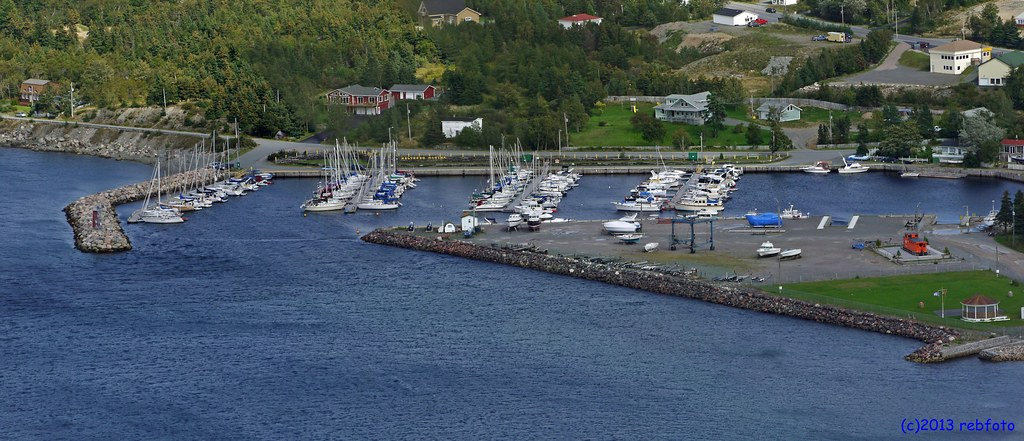
Plezierhaven (2013)
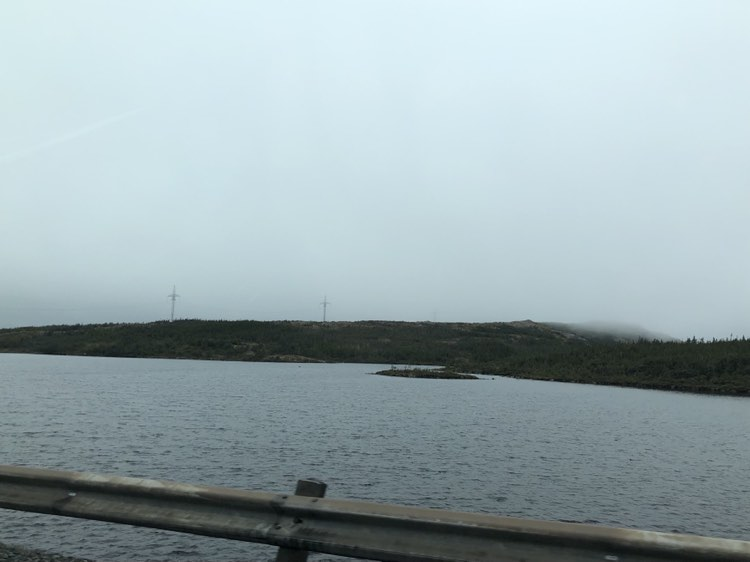
Zicht op de Blue Pond vanaf de TCH